# Gogo (popolo)
I Gogo (nome collettivo: waGogo) sono un gruppo etno-linguistico di ceppo bantu. L'area in cui sono diffusi viene detta Ugogo o Gogoland, e si trova nella Regione di Dodoma, in Tanzania centrale. La popolazione parlante la lingua gogo era stimata a 1.300.000 individui nel 1991, mentre stime del 2025 contano circa 3 milioni di Gogo in Tanzania.
Sono tradizionalmente dediti alla pastorizia, ma in tempi recenti molti Gogo sono diventati agricoltori o si sono trasferiti nelle aree urbane.

## Storia
Si ritiene che i Wagogo siano discendenti di gruppi di Hehe e Nyamwezi che nel XIX secolo colonizzarono la zona di Dodoma. La loro presenza nella zona divenne un elemento di disturbo per le carovane commerciali che attraverso l'entroterra alimentavano i traffici europei e arabi sulla costa dell'Oceano Indiano; alla fine fu stabilita una tassa di transito che tutti i convogli che attraversavano l'Ugogo dovevano pagare. Il difficile rapporto fra i coloni e i Gogo è ben testimoniato da alcune delle pagine più sprezzanti dei diari di viaggio di Henry Stanley In Darkest Africa:
Anche Richard Francis Burton attraversò l'Ugogo e lo descrisse come un'area scarsamente popolata, in cui si poteva viaggiare per settimane incontrando solo poche tembe (capanne). In effetti, la regione di Dodoma è da arida e soggetta a periodiche siccità, condizioni che non hanno mai consentito una elevata densità di popolazione. I Gogo subirono importanti carestie nel 1881, nel 1885, nel 1888-1889, nel 1894-1895 e nel 1913-1914.

## Economia
Tradizionalmente, i Gogo vivono principalmente di allevamento, e solo secondariamente agricoltori (soprattutto coltivatori di frumento).

## Società
La società Gogo tradizionale è governata da due categorie di capi; i capi politici (chiamati "sultani" in molti dei resoconti degli esploratori europei) e i capi religiosi. Questi ultimi avevano l'influenza maggiore sulla vita della comunità; erano in genere proprietari di grandi mandrie, e decidevano in merito a molti degli eventi cruciali per la popolazione, come i matrimoni, i riti di iniziazione, i tempi della semina e del raccolto, e così via. Erano anche chiamati a giudicare su crimini particolarmente gravi come l'omicidio o la stregoneria.
Come altri popoli africani, i Gogo danno una grande importanza ai valori del buon vicinato, della soliderietà reciproca, dell'ospitalità, e ai legami di parentela. Il legame fra fratello e sorella è considerato più forte di quello fra marito e moglie, e le donne mantengono stretti rapporti con la propria famiglia d'origine anche dopo il matrimonio. La poligamia era ammessa nella società tradizionale Gogo, anche se non largamente praticata, e in genere appannaggio di uomini anziani e con una forte posizione sociale. Anche il divorzio era una pratica ammessa ma rara. Il matrimonio comportava il pagamento di un prezzo in bestiame da parte dello sposo alla famiglia della sposa, che la famiglia della sposa era tenuta a restituire in caso di divorzio. Dopo il divorzio, eventuali figli della coppia rimanevano col padre.
Gli uomini erano suddivisi in gruppi d'età; gli adulti erano all'occorrenza guerrieri, con l'incarico di difendere i villaggi dai potenziali invasori come Kisongo, Masai e Hehe o di razziare il bestiame di altri villafggi.

## Gogo celebri
- Hukwe Zawose (1938–2003), musicista